# Piz Scerscen
Der Piz Scerscen ist ein 3970 m ü. M. hoher Berg in der Berninagruppe. Über seinen Gipfel verläuft die Grenze des Schweizer Kantons Graubünden und der italienischen Provinz Sondrio (Lombardei). Er ist direkter südwestlicher Nachbar des Piz Berninas, des einzigen Viertausenders der Ostalpen.

## Lage
Der Piz Scerscen erstreckt sich als mächtiger, knapp eineinhalb Kilometer langer Wall vom Piz Bernina im Nordosten bis zur südwestlichen Porta da Roseg (3518 m ü. M.), welche zum Piz Roseg überleitet. Über diesen Grat verläuft die Grenze zwischen Italien und der Schweiz. In der Landeskarte der Schweiz hat er fünf kotierte Punkte, dessen höchster mit 3970 m ü. M. etwa in der Mitte des Grates liegt. Nach Süden fällt die gesamte Kette in steilen Felswänden auf den italienischen Vedretta di Scerscen Superiore ab. Die Nordflanke ist mehrheitlich vereist und trägt einen mächtigen Hängegletscher, der über die Eisnase in einen Felsgrat überleitet. In diesem Felsgrat erhebt sich mit 3253 m ü. M. der Piz Umur.

## Besteigungsmöglichkeiten
Der Normalweg führt über die Eisnase und gilt als schwierige Hochtour. Ausgangspunkt ist die nördlich auf 2573 m ü. M. liegende Tschiervahütte (SAC). Von der Hütte wird auf einen Moränenweg das Vadret da Tschierva erreicht. Den Felsgrat des Piz Umur westlich umgehend, gelangt man an einen Grat, der über die Eisnase – eine steile Eisstufe – zu einem Hängegletscher führt. Über diesen führt die Route zu einer steilen kurzen Eiswand, über die der Gipfel erreicht wird. 
Von der italienischen Seite führt der Normalweg durch das Südwest-Couloir (ziemlich schwierig), welches von der 2813 m ü. M. hohen Rifugio Marinelli Bombardieri (CAI) erreicht wird. Die Route ist im Couloir steinschlaggefährdet. 
Ebenfalls begangen wird die Überschreitung von der Porta da Roseg über den Südwest-Grat bis zum Gipfel und von dort weiter über den Nordostgrat bis zum Piz Bernina. Durch die Südwand führt eine alpine Klettertour (bis V+).

## Geschichte

### Namensherkunft
Der Piz Scerscen wurde lange nur als Schulter des Piz Bernina betrachtet und blieb deshalb namenlos. Der Name Scerscen stammt wahrscheinlich von dem lateinischen circino (=Kessel, Talabschluss) ab. In Italien wird der Gipfel Monte Rosso di Scerscen oder verkürzt Monte Scerscen genannt.

### Besteigungsgeschichte

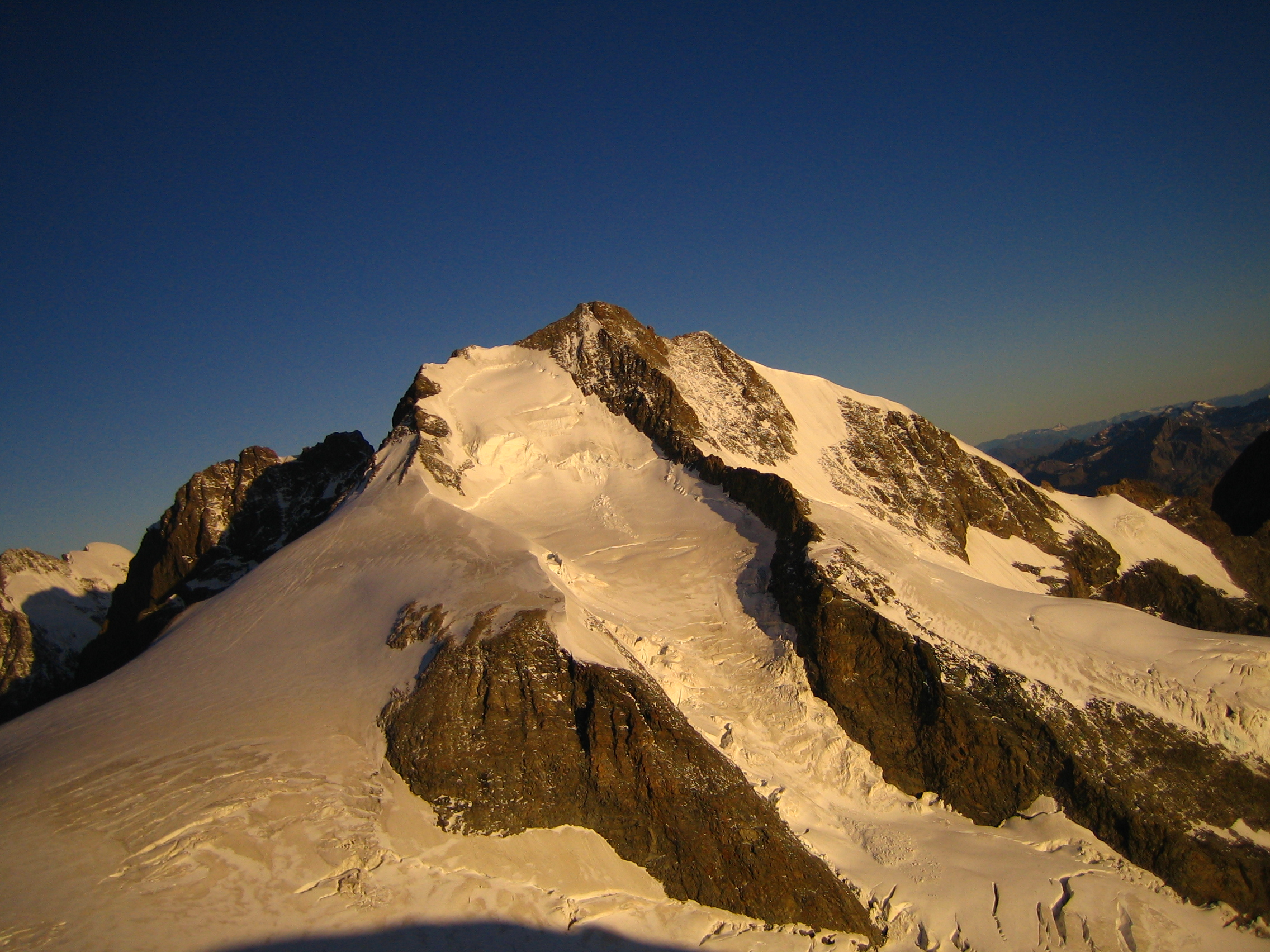
Piz Scerscen (links).

Die Erstbesteigung erfolgte am 13. September 1877 durch den deutschen Geologen Paul Güßfeldt zusammen mit Hans Grass und Kaspar Kapat. Sie benutzten den heutigen Normalweg von der Tschiervahütte über die Eisnase. Paul Güßfeldt gelangen auch weitere Erstbegehungen: Zwei Jahre später, am 15. September 1879, zusammen mit Hans Grass die Erstbegehung des Südwest-Couloirs, dem heutigen Normalweg von der italienischen Seite. Ebenso erfolgte die Längsüberschreitung vom südwestlichen Porta Roseg zum nordöstlichen Piz Bernina am 22. September 1887 durch Güßfeldt zusammen mit Émile Rey und J. B. Aymonod.
Die erste Winterbesteigung gelang Walter Risch am 29. März 1938 durch das Südwest-Couloir.
Ludwig Norman-Neruda durchstieg zusammen mit Christian Klucker am 9. Juli 1890 zum ersten Mal die Westwand. Diese Tour wird aufgrund grosser Eisschlaggefahr heute kaum mehr begangen.

### Bergsturz
Am 14. April 2024 um 06:56 Uhr ereignete sich im Val Roseg ein Bergsturz, wobei dessen Volumen ersten Schätzungen zufolge über eine Million Kubikmeter umfasste.